# Тополовиця (Великий Грджеваць)
45°47′ пн. ш. 17°13′ сх. д. / 45.78° пн. ш. 17.22° сх. д.
Тополовиця (хорв. Topolovica) — населений пункт у Хорватії, в Б'єловарсько-Білогорській жупанії у складі громади Великий Ґрджеваць.

## Населення
Населення за даними перепису 2011 року становило 15 осіб.
Динаміка чисельності населення поселення: